# Pseudomecodium exsertum
Pseudomecodium exsertum là một loài dương xỉ trong họ Hymenophyllaceae. Loài này được Satou mô tả khoa học đầu tiên năm 1997.
Danh pháp khoa học của loài này chưa được làm sáng tỏ. 